# INChUK

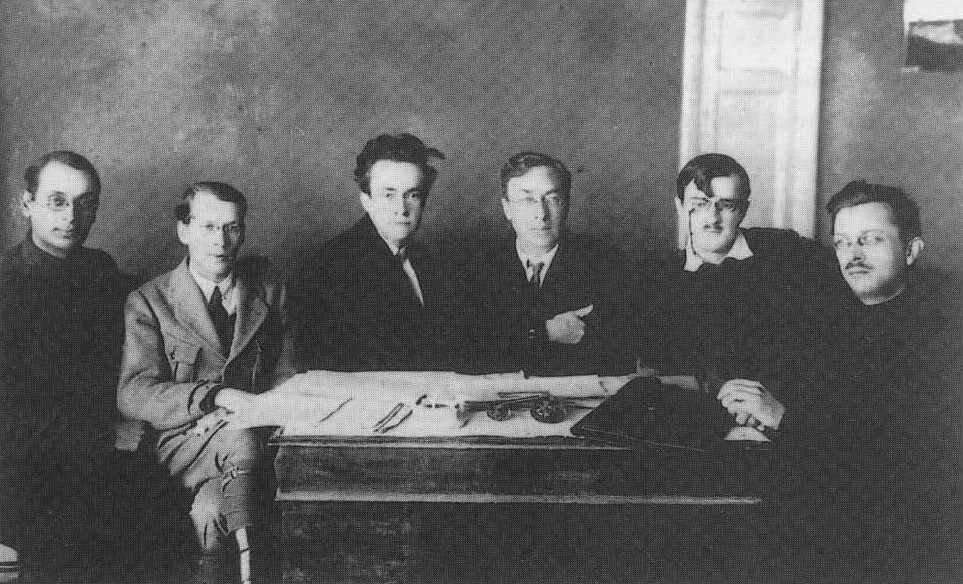
Kandinsky (3. v. r.) und andere Mitglieder des INChUK, vermutlich 1920

Das Institut Chudoschestwennoi Kultury, russisch Институт Художественной Культуры (deutsch Institut für künstlerische Kultur) (kurz INChUK, russisch ИНХУК) war ein im März oder Mai 1920 in Moskau gegründetes Institut innerhalb der Abteilung für Bildende Kunst (ISO) des Volkskommissariats für Aufklärung. Mitglieder des Institutes waren verschiedene Maler, Grafikdesigner, Bildhauer, Architekten und Kunstwissenschaftler, die die Probleme und Zukunft der künstlerischen Experimente in Sowjetrussland zu bestimmen versuchten. Das Institut hatte als Diskussionsraum eine wesentliche Rolle für die Entwicklung der russischen Avantgarde und damit der modernen Kunst und Architektur insgesamt. Das INChUK wurde 1924 aufgelöst und durch das GINChUK ersetzt.

## Aufbau und Geschichte
Alle Angaben beziehen sich auf die Hauptstelle des INChUK in Moskau. Das INChUK verfügte über Nebenstellen in Petrograd (unter der Leitung von Wladimir Tatlin) und in Witebsk (unter der Leitung Kasimir Malewitschs).

### Präsidium

Zeittafel des INChUK (Anklicken zum Vergrößern)

Das INChUK hatte ein gewähltes Präsidium mit einem Vorsitzenden. Vorsitzende waren in zeitlicher Reihenfolge:
- Wassily Kandinsky (Mai 1920 bis Januar 1921)
- Alexander Rodtschenko (Januar 1921 bis ?)
- Ossip Brik
- Boris Arwatow
- Ossip Brik (zweite Amtszeit)

Mitglied fast aller Präsidien war Alexei Babitschew. Akademiesekretärin war anfangs Warwara Stepanowa und von September 1921 bis Frühling 1924 Nikolai Tarabukin. Die Aufgabe des Akademiesekretärs war die stenographische Mitschrift aller Diskussionen.

### Sektionen
Unter Kandinsky sollte das INChUK aus drei Sektionen bestehen. Die erste Sektion sollte sich mit den Problemen des Materials beschäftigen, die zweite mit der Wechselwirkung der Künste und die dritte – die Sektion für Monumentalkunst mit der Synthese der Künste, es handelte sich im Wesentlichen um die in der frühen Avantgarde häufig vertretene Idee des Gesamtkunstwerks. Nur die dritte Sektion wurde jemals eingerichtet.

### Arbeitsgruppen
Die Arbeit INChUK bestand im Wesentlichen aus den Planartagungen auf dem allgemeine Probleme vorgestellt und diskutiert wurden und den Arbeitsgruppen, in denen speziellere Probleme erarbeitet wurden. Das INChUK durchlief in seiner kurzen Zeit des Bestehens mehrere Phasen. Es bildeten sich mehrere Arbeitsgruppen mit unterschiedlichen Vorstellungen und Ausrichtungen. Dies führte immer wieder zu Austritten und Neuausrichtungen des INChUK. In der Übersichtstafel ist die Entwicklung des INChUK vereinfacht dargestellt.

#### Gruppe der Objektiven Analyse(November 1920 bis Anfang 1921)
Die Ausrichtung, die Kandinsky dem INChUK gab, führte schon früh zu Protest, insbesondere von den ehemaligen Mitgliedern der Schiwskulptarch. Besonders Alexander Rodtschenko kritisierte Kandinsky scharf. Am 23. November 1920 gründete sich eine Arbeitsgruppe Gruppe der Objektiven Analyse (Mitglieder: Alexander Rodtschenko, Alexei Babitschew, Warwara Stepanowa, Ljubow Popowa, Nikolai Ladowski u. a.). Im Gegensatz zu Kandinsky und seinen Anhängern, die sich im Wesentlichen mit wahrnehmungspsychologischen Fragen beschäftigten, forderten seine Kritiker eine Beschäftigung mit Materialien, Formen und Farben. Im Januar 1921 verließen Kandinsky und seine Unterstützer das INChUK und Rodtschenko wurde Vorsitzender des Präsidiums.
Die Gruppe der Objektiven Analyse arbeitete nach einem Programm des Bildhauers Alexei Babitschew. Bedeutend in dieser Zeit war die von Januar bis April 1921 geführte Diskussion zum Thema Analyse der Begriffe Konstruktion und Komposition und das Moment ihrer Abgrenzung. Die Diskussionsteilnehmer arbeiteten theoretische Begründungen aus und mussten je zwei Zeichnungen zum Thema vorlegen. Die 27 erhaltenen Zeichnungen dieser Diskussion befinden sich heute im Staatlichen Museum für Zeitgenössische Kunst in Thessaloniki. Die neun Abendveranstaltung, die zu dieser Diskussion stattfanden, wurden in den Räumen des neugegründeten Museum für Malkultur veranstaltet. Im Rahmen dieser Diskussion zeichnete sich schon eine weitere Spaltung im INChUK ab.

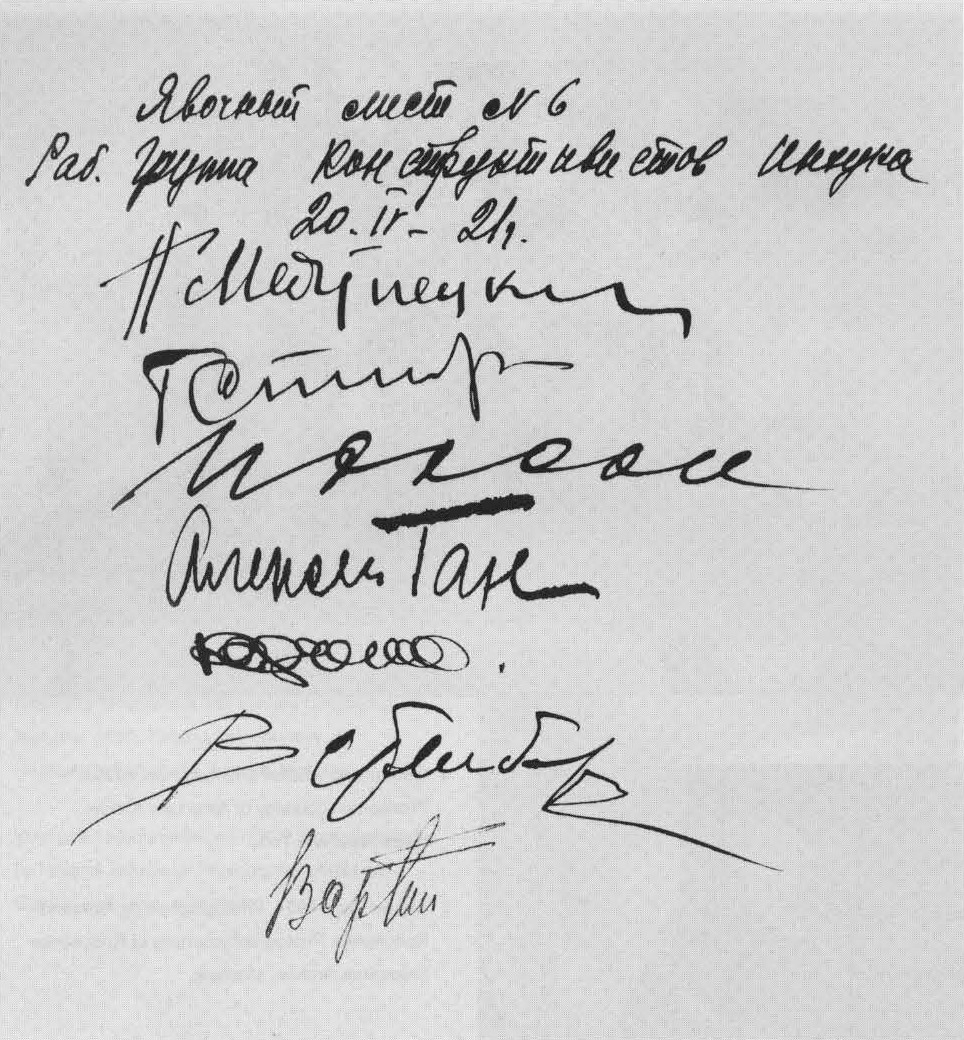
Unterschriften der Mitglieder der Ersten Arbeitsgruppe der Konstruktivisten von einer Tagung am 20. April 1921.

Die Gruppe der Objektiven Analyse scheint mit der weiteren Spaltung ihr Ende gefunden zu haben, dies ist jedoch nicht völlig klar, vielleicht wurde sie unter Babitschew weitergeführt, der keiner anderen Gruppe beitrat.

#### Erste Arbeitsgruppe der Konstruktivistenund dieArbeitsgruppe der Architekten(Anfang 1921 bis Herbst 1921)
1921 spaltete sich das INChUK erneut in zwei Arbeitsgruppen, die Arbeitsgruppe der Architekten (später Rationalisten genannt; Nikolai Ladowski, Alexander Jefimow, Wladimir Krinski, Alexander Petrow, Nikolai Dokutschajew, Georgi Mapu), die besonders die Komposition in den Vordergrund stellten, und die Erste Arbeitsgruppe der Konstruktivisten (Alexei Gan, Karl Ioganson, Konstantin Medunetzki, Alexander Rodtschenko, Gregori und Wladimir Stenberg, Warwara Stepanowa), die die Gestaltung in der Konstruktion sahen. Die Arbeitsgruppe der Konstruktivisten wurde am 18. März 1921 gegründet.
Die meisten Mitglieder der Ersten Arbeitsgruppe der Konstruktivisten stellten im selben Jahr auf der zweiten Ausstellung der OBMOChU ihre Werke aus, einige waren auch Mitglieder dieser Künstlervereinigung.

#### Arbeitsgruppe der Objektivisten(April 1921 bis Herbst 1921)
Im April 1921 wurde eine weitere Arbeitsgruppe, die Arbeitsgruppe der Objektivisten gegründet (Mitglieder: Alexander Drewin, Ljubow Popowa, Nadeschda Udalzowa). Im Mai 1921 trat auch Alexander Wesnin dem INChUK bei und entschied sich für einen Eintritt in die Arbeitsgruppe der Objektivisten.
Die Kenntnis über die Ausrichtung dieser Gruppe ist gering.

#### Eintritt der Mitglieder vonLEFund Theoretiker der Produktionskunst ins INChUK
Im Herbst 1921 traten die aktiven Mitglieder der Künstlervereinigung LEF (Linke Kunstfront), sowie verschiedene Theoretiker der Produktionskunst, unter der Führung von Ossip Brik, in das INChUK ein. Diese übten scharfe Kritik an der bisherigen Ausrichtung des INChUK. Sie hielten die Arbeit des INChUK für Weschtschismus, (Gegenständlichkeit, von Weschtsch, Gegenstand). Die Theoretiker der Produktionskunst forderten die Künstler dazu auf, in die Produktion selbst zu gehen. Die Arbeitsgruppen verloren damit ihre Bedeutung und auf den Plenartagungen wurden keine Probleme der Formgebung mehr diskutiert, sondern überwiegend soziologische Fragen. Es wurden Vorträge von Boris Arwatow, Ossip Brik, Boris Kuschner, Nikolai Tarabukin und weiteren Theoretikern gehalten. Am 24. November 1921 beschlossen die Mitglieder des INChUK die Staffelmalerei zugunsten der Produktionskunst aufzugeben. Lissitzky verließ daraufhin das INChUK und ging nach Berlin. Für 1923 sind als Mitglieder des INChUK noch Sergei Senkin und Gustav Klucis belegt.
Die Aufgabe der Arbeitsgruppen sollte in dieser Phase vor allem die Verbreitung der Ideen der Produktionskunst und des Konstruktivismus sein. Zu diesem Zweck wird 1924 mit Studenten der Architekturfakultät der WChUTEMAS die Gruppe der Studenten der Architekturfakultät der WChUTEMAS gegründet. Mitglieder dieser Gruppe vom INChUK sind Ossip Brik, Alexander Wesnin, Anton Lawinski, sowie die Studenten der WChUTEMAS Michail Barschtsch, Wassili Simbirtzew, Nikolai Krassilnikow, Jelisaweta Lawinskaja, Lidija Komarowa, Jelena Semjonowa u. a.
Das INChUK wurde kurz nach Lenins Tod im Frühling 1924 durch die sowjetische Regierung aufgelöst. Nachfolgeorganisation war das GINChUK.

## Archiv
Nach der Auflösung des INChUK ging das Archiv in den Besitz von Alexei Babitschew, der es seiner Witwe Natalja Babitschewa vererbte. 27 Zeichnungen aus der Diskussion über Konstruktion und Komposition befinden sich heute im Staatlichen Museum für Zeitgenössische Kunst in Thessaloniki. Stenographische Mitschriften von acht Diskussionen sind in den Nachlässen von Warwara Stepanowa, Alexander Rodtschenko, Alexei Babitschew, Boris Koroljow und Wladimir Krinski erhalten.

## Dokumente
- Wassily Kandinsky: Programma instituta chudoschestwennoj kultury. In: Iwan Matza (Hrsg.): Sovetskoe iskusstvo za 15 let: Materialy i dokumentatsiia. Ogis-Isogis, Moskau / Leningrad 1933, S. 126–139. [stark erweiterte Fassung des ursprünglichen, unveröffentlichten Programmes vom 3. Juni 1920].
  - Übersetzung in: Kandinsky: Complete Writings on Art. Band 1. G. K. Hall, Boston 1982, S. 455–472.

### Gruppe der objektiven Analyse
- Aus den Protokollen der Gruppe Objektive Analyse im INChUK – die Diskussion „Analyse der Begriffe Konstruktion und Komposition und das Moment ihrer Abgrezung“. gekürzte Übersetzung eines Redebeitrags Wladimir Krinskis aus dem Protokoll in: Selim O. Chan-Magomedow: Pioniere der sowjetischen Architektur. VEB Verlag der Kunst, Dresden 1983, S. 587. Manuskript im Archiv des INChUK.
- Aus den Protokollen der Gruppe Objektive Analyse im INChUK – Zur Bestimmung der technischen Konstruktion. gekürzte Übersetzung eines Redebeitrags Nikolai Ladowskis aus dem Protokoll in: Selim O. Chan-Magomedow: Pioniere der sowjetischen Architektur. VEB Verlag der Kunst, Dresden 1983, S. 544. Manuskript im Archiv des INChUK.

### Erste Arbeitsgruppe der Konstruktivisten
- Report No. 1. The Assembly for the Organisation of the Working Group of Constructivists of Inkhuk [datiert 18. März 1921]. Abgedruckt in: Selim O. Chan-Magamedow: Rodchenko: The Complete Work. London 1986, S. 289–290.
- Report No. 2. Meeting of the Plenum of the Working Group of Constructivists of Inkhuk [datiert 28. März 1921]. Abgedruckt in: Selim O. Chan-Magamedow: Rodchenko: The Complete Work. London 1986, S. 290.
- Programme of the Working Group of Constructivist of Inkhuk [datiert 1. April 1921]. Abgedruckt in: Selim O. Chan-Magamedow: Rodchenko: The Complete Work. London 1986, S. 290.
- Фронт художественного труда. Материалы к Всероссийской конференции левых в искусстве. Конструктивисты. Первая программа рабочей группы конструктивистов. In: Эрмитаж. Nr. 13. Moskau August 1922, S. 3–4 (russisch, Dies ist die einzige zeitgenössische Publikation eines Dokuments der Ersten Arbeitsgruppe der Konstruktivisten).
  - Programme of the First Working Group of Constructivists [Übersetzung des obigen Dokuments]. Abgedruckt in: Christina Lodder: Art in Theory. 1992, S. 317–318.
- Alexander Wesnin: Credo [April 1922]. Abgedruckt in: Selim O. Chan-Magomedow: Pioniere der sowjetischen Architektur. VEB Verlag der Kunst, Dresden 1983, S. 547–548. Manuskript im Archiv des INChUK.

### Arbeitsgruppe der Architekten
- Programm der Arbeitsgruppe der Architekten [1921]. gekürzte Übersetzung abgedruckt in: Selim O. Chan-Magomedow: Pioniere der sowjetischen Architektur. VEB Verlag der Kunst, Dresden 1983, S. 590. Manuskript im Archiv des INChUK.
- Aus den Protokollen der Arbeitsgruppe der Architekten des INChUK. gekürzte Übersetzung eines Redebeitrags Nikolai Ladowskis aus dem Protokoll in: Selim O. Chan-Magomedow: Pioniere der sowjetischen Architektur. VEB Verlag der Kunst, Dresden 1983, S. 544. Manuskript im Archiv des INChUK.
- Wladimir Krinski: Der Weg der Architektur [gehalten vor der Arbeitsgruppe der Architekten im Mai 1921]. In: Selim O. Chan-Magomedow: Pioniere der sowjetischen Architektur. VEB Verlag der Kunst, Dresden 1983, S. 587–588. Manuskript im Archiv des INChUK
- Wladimir Krinski: [Credo, im Original ohne Titel] [Dezember 1921]. gekürzte Übersetzung abgedruckt in: Selim O. Chan-Magomedow: Pioniere der sowjetischen Architektur. VEB Verlag der Kunst, Dresden 1983, S. 588–589. Manuskript im Archiv des INChUK.

### Plenarvorträge
- El Lissitzky: Prounen. Überwindung der Kunst [gehalten am 23. September 1921]. In: El Lissitzky. Galerie Gmurzynska, Köln 1976, S. 60–72.
- Alexander Rodtschenko: Die Linie. In: Von der Fläche zum Raum. Russland 1916–24. Galerie Gmurzynska, Köln 1974.